# Adam Peaty
Adam George Peaty (Uttoxeter, 28 de dezembro de 1994) é um nadador britânico, especialista no nado peito.
Ele detém o recorde mundial nos cem metros peito e representou a Grã-Bretanha nos Jogos Olímpicos, no Campeonato Mundial da FINA e no Campeonato Europeu e a Inglaterra nos Jogos da Commonwealth. Conquistou a medalha de ouro nos 100 metros peito nas Olimpíadas de 2016 no Rio de Janeiro, prova na qual bateu o recorde mundial ao completá-la com 57,13 segundos. Em Tóquio 2020, ganhou novamente o ouro na mesma prova, além do título no revezamento quatro por cem metros medley misto, categoria a qual estreou nessa edição do evento multiesportivo, obtido ao lado de Anna Hopkin, James Guy e Kathleen Dawson.